# Epigonichthys
Epigonichthys är ett släkte av ryggsträngsdjur. Epigonichthys ingår i familjen Branchiostomatidae.
Epigonichthys är enda släktet i familjen Branchiostomatidae.
Kladogram enligt Catalogue of Life:
| Epigonichthys | \| \| Epigonichthys australis \| \| \| \| \| \| Epigonichthys bassanus \| \| \| \| \| \| Epigonichthys cingalensis \| \| \| \| \| \| Epigonichthys cultellus \| \| \| \| \| \| Epigonichthys hectori \| \| \| \| \| \| Epigonichthys lucayanus \| \| \| \| \| \| Epigonichthys maldivensis \| \| \| \| |
|               | \| \| Epigonichthys australis \| \| \| \| \| \| Epigonichthys bassanus \| \| \| \| \| \| Epigonichthys cingalensis \| \| \| \| \| \| Epigonichthys cultellus \| \| \| \| \| \| Epigonichthys hectori \| \| \| \| \| \| Epigonichthys lucayanus \| \| \| \| \| \| Epigonichthys maldivensis \| \| \| \| |
|               | Epigonichthys australis |
|               | |
|               | Epigonichthys bassanus |
|               | |
|               | Epigonichthys cingalensis |
|               | |
|               | Epigonichthys cultellus |
|               | |
|               | Epigonichthys hectori |
|               | |
|               | Epigonichthys lucayanus |
|               | |
|               | Epigonichthys maldivensis |
|               | |